# Impasse (Angel)
Impasse est le 18e épisode de la saison 2 de la série télévisée Angel.

## Synopsis
Cordelia a la douloureuse vision d'un homme qui se poignarde lui-même dans l'œil et toute l'équipe d'Angel Investigations commence à chercher dans les morgues et les hôpitaux. En remerciement de ses activités au sein de Wolfram & Hart, le cabinet d'avocats offre à Lindsey McDonald une nouvelle main qui lui est transplantée et à laquelle a été liée un démon. Mais Lindsey réalise vite que cette main échappe à son contrôle. Wesley et Gunn découvrent que l'homme de la vision de Cordelia venait de se faire transplanter un œil. Le groupe se rend ensuite au Caritas où ils ont la surprise de voir Lindsey chanter et jouer de la guitare. Lorne informe Angel et Lindsey qu'ils doivent coopérer pour mettre fin à ce qui semble être un trafic d'organes. 
Angel et Lindsey découvrent que la main greffée à Lindsey appartenait auparavant à un autre employé de Wolfram & Hart. Ils finissent par obtenir une adresse alors que Wesley et Gunn s'inquiètent que les visions de Cordelia lui causent de plus en plus de souffrances. Angel et Lindsey s'infiltrent dans une clinique clandestine où l'on enlève des organes à des gens. Ils la font exploser et, plus tard, Lindsey décline le poste de chef des opérations spéciales qui lui est offert. Lilah Morgan est donc nommée à sa place et Lindsey quitte Los Angeles.

## Statut particulier
Le personnage de Lindsey McDonald quitte la ville, et la série, pour ne revenir que lors de sa dernière saison. Noel Murray, du site The A.V. Club, évoque un épisode anodin au niveau de l'arc narratif mais « plaisant » qui, à l'inverse de celui qui le précède, traite des personnes « qui peuvent changer si vous leur donnez une chance de le faire », et qui bénéficie d'une mise en scène efficace du réalisateur James A. Contner. Pour Ryan Bovay, du site Critically Touched, qui lui donne la note de B, l'épisode conclut l'histoire de Lindsey McDonald de manière satisfaisante, sans plus ni moins, et « ne comporte rien de remarquablement profond mais est écrit de façon si intelligente, drôle et charmante à la fois qu'on ne peut que l'apprécier ».

## Distribution

### Acteurs crédités au générique
- David Boreanaz : Angel
- Charisma Carpenter : Cordelia Chase
- Alexis Denisof : Wesley Wyndam-Pryce
- J. August Richards : Charles Gunn

### Acteurs crédités en début d'épisode
- Christian Kane : Lindsey McDonald
- Stephanie Romanov : Lilah Morgan
- Andy Hallett : Lorne
- Gerry Becker : Nathan Reed
- Michael Dempsey : Irv Kraigle